# Autoroute A71 (Grèce)
Pour les articles homonymes, voir A71.
L'autoroute A71 (en grec moderne : Αυτοκινητόδρομος 71, Aftokinitódromos 71) ou branche Léfktro–Sparte (Κλάδος Λεύκτρο–Σπάρτη), est une branche de l'autoroute A7 reliant Megalopolis à Sparte en Grèce. 

## Situation
Le premier tronçon de l'A7 en direction de Sparte a été achevé en septembre 2012. Depuis avril 2016, toute la longueur jusqu'à Sparte est ouverte à la circulation. 
Le prolongement de la route vers Gýthio est en construction.

## Tracé
| Km    | Agglomérations lieux | Carte interactive |
| ----- | -------------------- | ----------------- |
| 0 km  | Mégalopolis          |                   |
| km    | Longaníkos (en)      |                   |
| km    | Pellána              |                   |
| 46 km | Sparte               |                   |